# Большекатрасьское сельское поселение
Большекатра́сьское се́льское поселе́ние (чув. Атайкасси ял тăрăхĕ) — муниципальное образование в составе Чебоксарского района Чувашской Республики. Административный центр — деревня Большие Катраси.
Главой поселения является Башкиров Юрий Владимирович.

## Географические данные
Большекатрасьское сельское поселение расположено в центральной части Чебоксарского района. Общая площадь сельского поселения 954 га.
Сельское поселение граничит с Вурман-Сюктерским сельским поселением, с муниципальным образованием г. Чебоксары, с Лапсарским сельским поселением, с Сарабакасинским сельским поселением, с Кшаушским сельским поселением, с Синьял-Покровским сельским поселением.
Климат сельского поселения умеренно континентальный, удобный для проживания и сельскохозяйственной деятельности, но бывают засухи. Рельеф — плоская равнина, перемежаемая оврагами, что затрудняет сельскохозяйственные работы.

## Геологические особенности
Основное богатство сельского поселения — земельный ресурс. В сельском поселении числится 369 га сельхозугодий. Почва тяжёлая, серая, лесная суглинистая. Нуждается во внесении удобрений и подвержена сильной эрозии.
К полезным ископаемым, добываемым на территории Сельского поселения относятся месторождения керамзитовых глин, расположенных около д. Чандрово и д. Яуши. Месторождения керамзитовых глин числятся на балансе запасов полезных ископаемых Чувашской Республики (Мало-Катрасьское, Яушское).

## Состав поселения
На территории поселения находятся 7 населённых пунктов:
| Название         | Тип населённого пункта          | Население (2007 год) |
| ---------------- | ------------------------------- | -------------------- |
| Большие Катраси  | Деревня, административный центр |                      |
| Василькасы       | Деревня                         |                      |
| Малое Янгильдино | Деревня                         |                      |
| Малые Карачуры   | Деревня                         |                      |
| Митрофанкасы     | Деревня                         |                      |
| Сархорн          | Деревня                         |                      |
| Яуши             | Деревня                         |                      |

## Население
| 2010  | 2012  | 2013  | 2014  | 2015  | 2016  | 2017  |
| ----- | ----- | ----- | ----- | ----- | ----- | ----- |
| 3014  | ↗3037 | ↗3084 | ↗3123 | ↘3077 | ↗3098 | ↗3110 |
| 2018  | 2019  | 2020  | 2021  |       |       |       |
| ↘3108 | ↗3113 | ↗3159 | ↗3166 |       |       |       |